# Шкоропад Дмитро Овсійович
Дмитро Овсійович Шкоропад (*15 червня 1923, м. Прилуки, тепер Чернігівська область, Україна — 21 травня 2000, м. Москва, Росія) — радянський і російський науковець, військовий хімік-інженер та український краєзнавець. Співавтор першого в історії універсального довідника про Прилуцький край «Прилуччина: Енциклопедичний довідник» (2007).

## Біографія
Народився 15 червня 1923 в м. Прилуки у родині вчителів.
Після закінчення Прилуцької середньої школи № 57 1940(зараз школа №14) вступив до Ленінградського військово-механічного інституту (Росія), але навчання було перервано війною. З перших днів війни відправлений добровольцем на фронт. Командував взводом 85-го стрілецького полку 100-ї гвардійської стрілецької дивізії радянської армії. У боях за Москву отримав тяжке поранення в голову.
1943—48 — навчався в Московському інституті хімічного машинобудування. З 1948 і до кінця життя працював у науково-дослідному інституті хімічного машинобудування конструктором, науковим співробітником, начальником відділу, головним науковим співробітником. 1958 захистив кандидатську дисертацію, в 1987 році — докторську. В 1989 році Д. О. Шкоропаду присвоєно звання професора.
Д. О. Шкоропад — автор 70 наукових праць, у тому числі 4-х книг, мав 48 авторських свідоцтв та іноземних патентів на винаходи.
За участь у радянсько-німецькій війні нагороджений орденами Вітчизняної війни першого ступеня і Червоної Зірки. За багаторічну працю нагороджений орденами Жовтневої Революції та Трудового Червоного Прапора.

## Історичні та джерелознавчі праці
Починаючи від 1970-х років працював у книгозбірнях і архівах Москви, збираючи матеріали з історії Прилуччини. Цей матеріал викладений у 4-х машинописних книгах «Історія Прилуччини від найдавніших часів до кінця XIX століття». В 1993 році видав у Прилуках свою книжку «Прилуччина. Історичний нарис.», був співавтором праці — енциклопедичного довідника «Прилуччина», який вийшов друком у 2007 році.
Помер 21 травня 2000 року, похований на Ясеневському кладовищі в Москві.

## Джерело
- Про авторів // Прилуччина: Енциклопедичний довідник, Ніжин: «Аспект-Поліграф», 2007, — с. 555